# A2 (autópálya, Portugália)
Az A2-es vagy déli autópálya egy portugál autópálya, amely összeköti Lisszabont Paderne-vel, összekötve a lisszaboni nagyvárosi térség régióját az Alentejo régióhoz tartozó Alentejo Litoral és Baixo Alentejo alrégiókkal, valamint az Algarve régióval. Az autópálya teljes hossza 240,8 km.
Ez a második leghosszabb portugál autópálya. Létrehozza az összeköttetést Lisszabon és az ország déli része, nevezetesen az Alentejo Litoral régiót kiszolgáló Algarve régió, Közép-Alentejo és Baixo Alentejo között. Enyhítette e régiók rossz megközelíthetőségét az ország többi részéhez (lehetővé téve a Lisszabon és Algarve közötti összeköttetés alig több mint 2 óra alatt), és végül magának a régiónak a strukturális tengelyét képezte, amelyet széles körben használ a legtöbb sofőr, aki északról és a központból az ország szélső, déli részébe utazik.
Nem szabad azonban figyelmen kívül hagyni a lisszaboni nagyvárosi térség régiójának fontosságát, mivel naponta több tízezer jármű használja a Tajo déli partjáról a fővárosba.
Kezdetben egy nagy városi területen halad át, amely Almada, Seixal és Palmela településekből áll, és eléri a Marateca csomópontot, ahol az autópálya a Vasco da Gama hídon keresztül csatlakozik az A6-os autópályához Évora és Spanyolország felé, valamint az A12-es autópályához Montijo és Lisszabon keleti bejárata felé. Ettől kezdve alapvetően vidéki térségbe lép. Alcácer do Sal, Grândola, Aljustrel, Castro Verde, Ourique és Almodôvar településeken áthaladva Albufeira településre érkezik, ahol az autópálya csatlakozik az A22-es autópályához.
Ennek az autópályának a befejezése 2002-ben történt, 36 évvel a 25 de Abril híd (akkori nevén Salazar-híd) felavatása után.
A Brisa útdíj alapján koncesszióba adja, és csak egy szakasz mentesül a fizetés alól, az Almada és Fogueteiro közötti. A Lisszabon és a Via do Infante közötti utazás 20,45 euróba kerül egy 1. osztályú járműért (a díj Lusoponte-nak koncesszióba adott 25 de Abril hídon való átkelés díját nem tartalmazza).